# Amnesia (chanson de Chumbawamba)
Pour les articles homonymes, voir Amnesia.
Amnesia est le deuxième single de l'album Tubthumper de Chumbawamba, sorti en 1998. Les paroles de la chanson abordent le sentiment de trahison que les gauchistes anglais ont ressenti lors de la montée du New Labour. La chanson a été accueillie favorablement par les critiques, qui ont considéré la chanson comme un moment fort de Tubthumper.
La chanson a été un succès parmi les dix premiers au Canada et au Royaume-Uni, donnant au groupe ses vingt dernières entrées dans les deux pays. La chanson a également atteint la première place du Billboard Bubbling Under Hot 100, devenant la dernière entrée du groupe dans les charts américains. Un clip vidéo d'accompagnement a également été publié.

## Palmarès
La chanson a connu du succès en tant après la publication de Tubthumping, atteignant le top 10 au Royaume-Uni et au Canada. Au Canada, "Amnesia" a fait ses débuts dans le classement RPM Top Singles en date du 2 février 1998. Il a atteint son sommet (numéro sept) sur le palmarès du 27 avril.  La chanson a passé un total de 27 semaines dans le Top 100 canadien. Au Royaume-Uni, la chanson a connu un succès similaire, faisant ses débuts et culminant au numéro 10 du UK Singles Chart daté du 31 janvier 1998.
Aux États-Unis, la chanson a eu un certain succès, mais beaucoup moins que Tubthumping. Bien que la chanson n'ait pas réussi à entrer dans le Billboard Hot 100, elle a atteint la première place du classement Bubbling Under Hot 100 Singles (l'équivalent du numéro 101 du Hot 100), passant deux semaines au total sur le classement. Elle a également culminé au numéro 19 du Mainstream Top 40 et au numéro 38 du Adult Top 40. 